# Leptura cuprea
Leptura cuprea är en skalbaggsart som beskrevs av Weber 1801. Leptura cuprea ingår i släktet Leptura och familjen långhorningar. Inga underarter finns listade i Catalogue of Life.